# WD 1145+017 b
WD 1145+017 b（EPIC 201563164.01とも呼ばれる）とは、白色矮星 WD 1145+017の周囲を公転している確認された地球型惑星で、主星の熱によって蒸発しているとされる。この太陽系外惑星は、NASAのケプラー宇宙望遠鏡のK2ミッションで発見された。地球からおとめ座の方向へ約570光年（174パーセク）離れた場所に存在しており、惑星が恒星の前を横切ることによって発生する減光を観測するトランジット法を使用して発見された。
WD 1145+017 bは、白色矮星の前を通過する最初に観測された惑星であり、主星が赤色巨星として寿命の終わりに達したときに起こりうる相互作用を知る手がかりとなるため、注目されている。この惑星はまた、これまで発見された中で最も質量の小さな太陽系外惑星であり、ケプラー37bよりも小さく、準惑星であるケレスの4倍の大きさしかない。

## 物理的特性

### 質量・半径・温度
WD 1145+017 bは、地球より質量や半径が小さい惑星である。主星に非常に近いことから、表面温度は約4,000 K (3,730 °C; 6,740 °F)にもなる可能性がある。半径は恐らく0.15R⊕、約1,000キロメートルであり、これは準惑星のケレスの約2倍の大きさである（ケレスの大きさは490キロメートル）。質量は0.0006678M⊕（ケレスの質量の4.45倍）である。

### 主星
WD 1145+017 bは、DB型の白色矮星の周囲を公転している。主系列星の段階は既に終えて寿命を迎えており、今後数十億年にわたって冷え続けるとされている。最近の研究とその質量に基づくと、この星はかつては質量2.46M☉のA型主系列星であり、5億5000万年におよぶ主系列星としての寿命を終えた後に膨張して赤色巨星になり、それに続いて現在のような白色矮星になったとされる。現在のWD 1145+017の質量は0.6M☉、半径は0.02R☉（1.4R⊕）である。温度は15,020ケルビン、主系列時代を含めた年齢は7億7400万年であり、白色矮星になってから約2億2400万年が経過している。それに比べて、太陽の年齢は46億年、表面温度は5778ケルビンである。
見かけの等級（地球の視点から見たときの明るさ）は17である。したがって、肉眼で見るには暗すぎて不可能である。

### 軌道
WD 1145+017 bの公転周期は0.1875日（4.5時間）で、軌道長半径は地球の約0.005倍（75万km）で、これは月と地球の間の約2倍の距離である。一方、水星は約0.38天文単位（5700万km）の距離で太陽の周囲を公転している。これは、これまでに知られている最も短い公転周期を持つ惑星の1つであり、他のいくつかの太陽系外惑星はより短い公転周期を持っている。

## 蒸発
WD 1145+017 bは主星に非常に接近した軌道を公転しているため、主星によって蒸発している。白色矮星は通常、地球程度の大きさであり、主系列星の半分の質量を持っている。これと恒星の残骸の灼熱な高温のために、岩石質の成分は表面から蒸発して主星の周囲に散布し、それが主星の周囲で観測された熱い塵の円盤の原因である。WD 1145+017 bは、更なる蒸発とアブレーションにより、将来（現在から約1億~2億年後）に崩壊する可能性がある。惑星は、最大90キロメートルの小天体からの衝撃を受けているとされている。また、白色矮星の周囲には1つの惑星だけでなく、いくつかの微惑星が存在している可能性が高いため、これが光度曲線の変動の原因となっていると考えられている。また、小天体は惑星の軌道上に破片を残す可能性があり、これも変動の原因となる可能性がある。
ある意味で、それは主星が惑星状星雲の外層を失い、最終的に黒色矮星として死んだ後、惑星系がどのように進化するかを説明するのに役立つ。

## 発見
惑星は、2009年から2013年までの元のミッションの延長である2次ミッション「K2:セカンドライト」でケプラー宇宙望遠鏡によって発見された。フレッド・ローレンス・ウィップル天文台にある1.2メートルの望遠鏡とチリにある別の望遠鏡を使用して、2015年4月から約1か月にわたって観測を行った。白色矮星は元々ミッションの対象には含まれていなかったが、データからこの白色矮星の光度曲線に減光があることが明らかになったため、K2ミッションの対象となった恒星と同じように減光の原因を解明するために調査が行われた。4月11日に4時間間隔で2回のトランジットが検出され、4月17日に再び検出されたが、これは4月11日のトランジットから180°位相がずれていた（おそらく傾斜による）。WD 1145+017のスペクトルを調査した結果、星にはマグネシウム、アルミニウム、ケイ素、カルシウム、鉄、ニッケルが含まれていることが判明した。これらの元素の沈降時間は、白色矮星の冷却年齢（1億7500万年）よりもはるかに短かったため、恐らくわずか100~200万年前と同じくらい最近に堆積されたとされている。これは、WD 1145+017の周囲を公転する崩壊する岩石小惑星が存在していることの証拠であり、その質量は0.0006678M⊕と低質量である。
その後、この発見は2015年10月22日にオンラインジャーナル「ネイチャー」に公開され、惑星系の性質が説明された。